# Benedikt Röcker
Benedikt Röcker (Bietigheim-Bissingen, Alemania, 19 de noviembre de 1989) es un exfutbolista alemán que jugaba de defensa. Desde noviembre de 2021 es director deportivo del SG Sonnenhof Großaspach.
El 6 de diciembre de 2012 hizo su debut con el primer equipo del VfB Stuttgart en la Liga Europea de la UEFA 2012-13.

## Clubes
| Club                    | País      | Año       |
| ----------------------- | --------- | --------- |
| FV Löchgau              | Alemania  | 2008-2009 |
| SG Sonnenhof Großaspach | Alemania  | 2009-2011 |
| VfB Stuttgart II        | Alemania  | 2011-2013 |
| VfB Stuttgart           | Alemania  | 2013-2014 |
| SpVgg Greuther Fürth    | Alemania  | 2014-2016 |
| Brøndby IF              | Dinamarca | 2016-2019 |
| SV Wehen Wiesbaden      | Alemania  | 2019-2021 |

## Palmarés

### Títulos nacionales
| Título            | Club       | País      | Año  |
| ----------------- | ---------- | --------- | ---- |
| Copa de Dinamarca | Brøndby IF | Dinamarca | 2018 |